# 比漾廣場
比漾廣場（英語：BEYOND PLAZA），是台灣一家百貨公司，位於新北市永和區，屬東家機構旗下事業，其前身為太平洋百貨雙和店，2000年10月開業。比漾廣場定位為慢活百貨，主要經營銷售各項百貨商品買賣、餐飲娛樂及生鮮超級市場等內容。

## 樓層介紹
| 樓層 | 樓層介紹        |
| ---- | --------------- |
| 9F   | 比漾花園        |
| 5F   | 紳士居家 • 餐廳 |
| 4F   | 影城娛樂 • 餐廳 |
| 3F   | 名媛童趣 • 餐廳 |
| 2F   | 流行時尚 • 餐廳 |
| 1F   | 美妝潮流 • 餐廳 |
| B1   | 生活休閒        |
| B2   | 秀朗市場 • 餐廳 |

## 比漾自營
- 比漾廣場三樓：比漾咖啡、選物[2]

## 外部連結
比漾廣場
- 首頁-BEYOND PLAZA-比漾廣場 （页面存档备份，存于）
- 台灣公司資料 （页面存档备份，存于）
- 比漾廣場 APP(iOS) （页面存档备份，存于）
- 比漾廣場 APP(Android) （页面存档备份，存于）
- 比漾廣場Beyond Plaza的Facebook專頁
- 比漾廣場Beyond Plaza的Instagram帳戶

喜樂時代影城 - 永和店
- 喜樂時代影城 - 永和店 （页面存档备份，存于）
- 喜樂時代影城永和店的Facebook專頁
- 喜樂時代影城永和店的Instagram帳戶